# The Smiths (альбом)
The Smiths  — дебютний студійний альбом однойменного британського рок-гурту The Smiths, виданий 20 лютого 1984 року лейблом Rough Trade. 

## Список композицій
Автор музики і слів Морріссі та Джонні Марр. 
| Сторона 1 | Сторона 1                        | Сторона 1  |
| #         | Назва                            | Тривалість |
| --------- | -------------------------------- | ---------- |
| 1.        | «Reel Around the Fountain»       | 5:58       |
| 2.        | «You've Got Everything Now»      | 3:59       |
| 3.        | «Miserable Lie»                  | 4:29       |
| 4.        | «Pretty Girls Make Graves»       | 3:24       |
| 5.        | «The Hand That Rocks the Cradle» | 4:38       |

| Сторона 2 | Сторона 2                       | Сторона 2  |
| #         | Назва                           | Тривалість |
| --------- | ------------------------------- | ---------- |
| 6.        | «Still Ill»                     | 3:23       |
| 7.        | «Hand in Glove»                 | 3:25       |
| 8.        | «What Difference Does It Make?» | 3:51       |
| 9.        | «I Don't Owe You Anything»      | 4:05       |
| 10.       | «Suffer Little Children»        | 5:28       |

## Учасники запису
- Морріссі - вокал
- Джонні Марр - гітари, губна гармоніка
- Енді Рурк - бас-гітара
- Майк Джойс - барабани
- Анналіза Яблонська - вокал ("Pretty Girls Make Graves", "Suffer Little Children")
- Пол Каррак - клавішні
- Джон Портер – продюсер, зведення ("Hand in Glove")
- The Smiths – продюсування ("Hand in Glove")
- Філ Буш, Нілл Кінг – інженери